# Lake Chauekuktuli
Der Lake Chauekuktuli ist ein 38,9 km langer See im Dillingham Census Area im Südwesten des US-Bundesstaates Alaska. Der Gletschersee liegt auf einer Höhe von 96 m im Wood-Tikchik State Park an der Ostflanke der Wood River Mountains, einem Gebirgszug der Kuskokwim Mountains, zwischen Nuyakuk Lake im Süden und Chikuminuk Lake im Norden.
Die Bezeichnung der Ureinwohner Alaskas für den See wurde 1915 vom U.S. Bureau of Fisheries als „Chauiskuktuli“ dokumentiert.